# Língua isnag
Isnag (também chamada Isneg) é uma língua Malaio Polinésia falada por cerca de 40 mil pessoas do povo Isnag de Apayao na Região Administrativa de Cordillera do norte das Filipinas, Cerca de 85% dos Isnag são letrados na sua língua e muitos falam a língua ilocana.
O Isnag é falado nos dois terços setentrionais de Apayao, em Cagayan (em Claveria  e Santa Praxedes), Abra e Ilocos Norte e em áreas dispersas próximas à fronteira oeste de Apayao (Ethnologue).

## Línguas próximas
A língua Addasen (Addasen, Addasen Tinguian, Itneg Adasen), que consiste em dialetos ocidentais e orientais é falada no nordeste de Abra e no oeste de Apayao, sendo 4 mil seus falantes (Ethnologue).

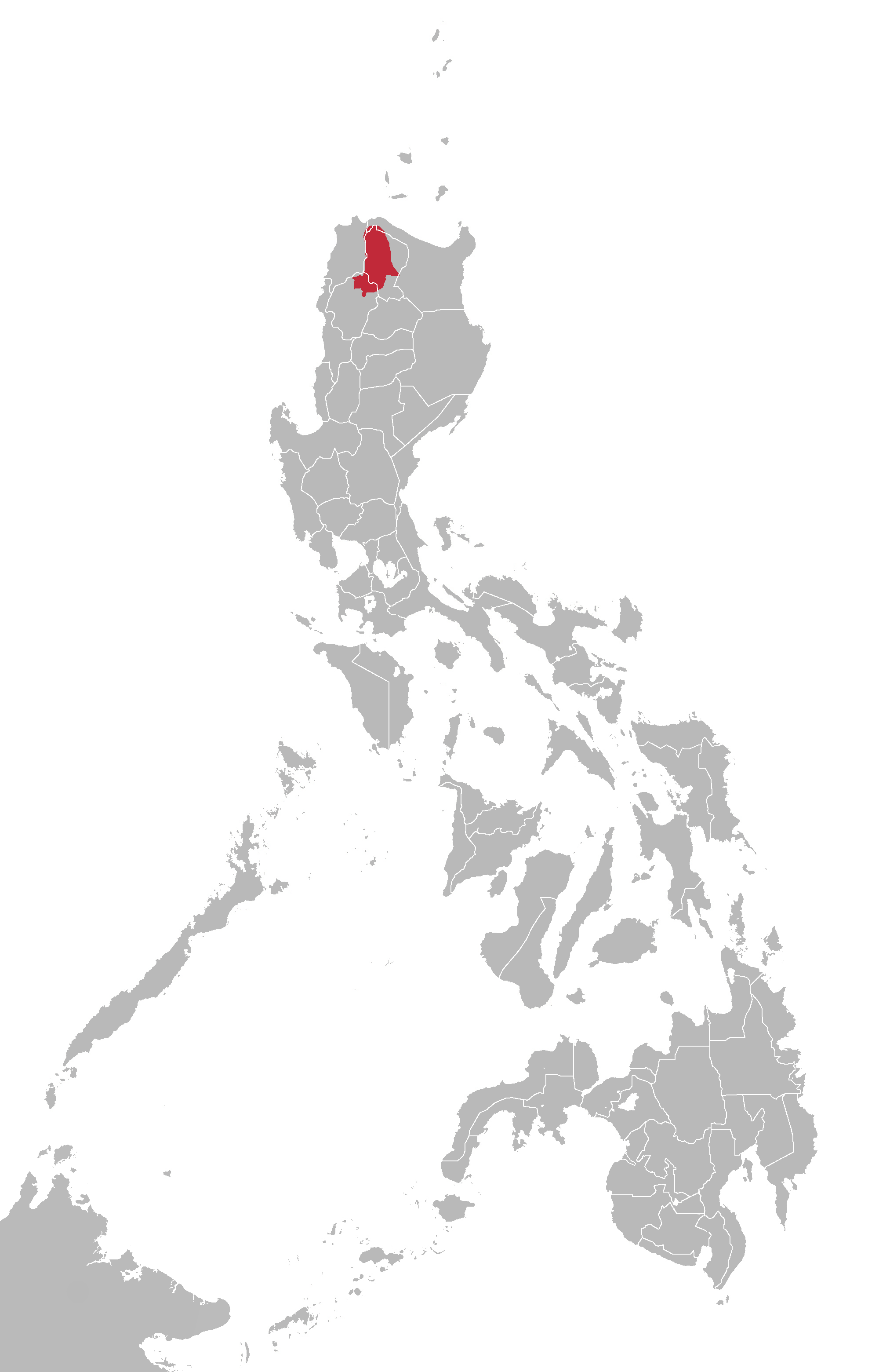
área onde Isnag é falado (Conf. Ethnologue)

## Dialetos
Ethnologue lista os seguintes dialetos do Isnag.
- Bayag
- Dibagat-Kabugao
- Calanasan
- Karagawan (Daragawan)
- Talifugu-Ripang (Tawini)

Outros nomes do Isnag são Apayao, Dibagat-Kabugao-Isneg, Isneg, e Maragat (Ethnologue).

## Fonologia
Isnag é mais uma das línguas filipinas que não apresenta os alofones de [ɾ]-[d].

## Mudanças históricas
O schwa (Xevá) das línguas Proto Malaio-Polinésias se aglutinou num /a/ como em *qatəp > atap (telhado) similarmente ao ocorrido com a língua kapampangan, atip em tagalo e atup nas línguas visayanas.

## Escrita
A língua Isnag usa uma forma do alfabeto latino ensinada por missionários, a qual não usa as letras C, F, H, J, Q, V, X, Z. Usa a forma Ng e o apóstrofo (').

## Amostra de textos
- Isnag: Day-dayáwan tada nge Dios, nga Dios se Ama naya Apu tada nga Jesu-Cristo. --1 Pedro 1:3
  - Português: Louve Deus, o Deus e o Pai do Senhor Jesus Cristo (Primeira Epístola de Pedro 1: 3)
- Isnag: Mahi indo' tada ngamin ta ngamin tada ay magwawwáhi, ta ya pahin indo' kiya isa tulay ay maggayát ke Dios.
  - Português: Amigos, vamos nos amar, porque o amor vem de Deus. ! João 4:7

## Numeração
- 1	isa	  ou munna (ordinal)
- 2	dua	  ou mekàduwa (ordinal)
- 3	tallu	  ou mekàlu (ordinal)
- 4	appát	  ou mekappát (ordinal)
- 5	limma
- 6	annam
- 7	pittu
- 8	walu
- 9	siyám
- 10	sangapúlu, mapulu
- 11	sangapúlu se isa
- 12	sangapúlu se duwa
- 13	sangapúlu se tallu
- 14	sangapúlu se appát
- 15	sangapúlu se limma
- 16	sangapúlu se annam
- 17	sangapúlu se pittu
- 18	sangapúlu se walu
- 19	sangapúlu se siyám
- 20	duwa púlu
- 21	duwa púlu se isa
- 22	duwa púlu se duwa
- 23	duwa púlu se tallu
- 24	duwa púlu se appát
- 25	duwa púlu se limma
- 26	duwa púlu se annam
- 27	duwa púlu se pittu
- 28	duwa púlu se walu
- 29	duwa púlu se siyám
- 30	tallu púlu
- 40	appát púlu
- 50	limma púlu
- 60	annam púlu
- 70	pittu púlu
- 80	walu púlu
- 90	siyám púlu
- 100	magatut
- 200	duwa gatut
- 300	tallu gatut
- 400	appát gatut
- 500	limma gatut
- 600	annam gatut
- 700	pittu gatut
- 800	walu gatut
- 900	siyám gatut
- 1.000	maríbu, sanga ribu
- 2.000	duwa ribu
- 3.000	tallu ribu
- 4.000	appát ribu
- 5.000	limma ribu
- 6,000	annam ribu
- 7.000	pittu ribu
- 8.000	walu ribu
- 9.000	siyám ribu
- 1 vez	mamissán
- 2 vezes	mamidduwa
- 3 vezes	mamilu
- 4 vezes	mamimpát
- 5 vezes	mamillima